# Xyropteris
Xyropteris es un género monotípico de helechos, perteneciente a la familia . Su única especie: Xyropteris stortii (Alderw.) K.U.Kramer, es    originaria de Borneo y Sumatra. Fue descrito por Karl Ulrich Kramer Kumam y publicado en Acta Botanica Neerlandica  6: 599 en el año 1957. 

## Sinonimia
- Schizoloma stortii Alderw. basónimo.[1]